# Liste von Bergen und Erhebungen im Steigerwald
Die Liste der Berge und Erhebungen im Steigerwald enthält eine Auswahl der Berge bzw. Erhebungen des in Bayern (Deutschland) gelegenen Mittelgebirges und Naturparks Steigerwald. Die höchste Erhebung ist mit seinen 498,50 Meter der Scheinberg, der im südlichen Teil des Mittelgebirges liegt. Das Gebirge ist durch ein markantes Relief im Westen gekennzeichnet.

## Die bedeutendsten Berge im Steigerwald
| Nach Höhe: - Scheinberg (498,5 m) - Hoher Landsberg (498 m) - Euerberg (491 m) - Zabelstein (489 m) - Großer Knetzberg (487,5 m) | Nach Dominanz: - Euerberg (20,82 km) - Scheinberg (20,26 km) - Sandberg (11,78 km) - Rehhügel (11,33 km) - Zabelstein (7,51 km) |

## Tabelle
Die Tabelle enthält die 40 höchsten Berge des Steigerwalds. Alle Berge liegen zudem im Naturpark Steigerwald, der mit wenigen Ausnahmen deckungsgleich mit dem gleichnamigen Mittelgebirge ist. Neben der Höhe ü. NHN, Dominanz, die Schartenhöhe wird auch die daraus ermittelte rechnerische Eigenständigkeit E dargestellt.
| Name             | Höhe (m) | Landkreis |
| ---------------- | -------- | --------- |
| Scheinberg       | 498,5 m  | NEA       |
| Hoher Landsberg  | 498,0 m  | NEA       |
| Euerberg         | 491,0 m  | HAS       |
| Zabelstein       | 489,0 m  | SW        |
| Großer Knetzberg | 487,5 m  | HAS       |
| Böhlberg         | 485,0 m  | HAS       |
| Namenlose Kuppe  | 484,0 m  | HAS       |
| Iffigheimer Berg | 482,0 m  | NEA       |
| Nußberg          | 481,0 m  | SW        |
| Sandberg         | 481,0 m  | KT        |
| Rehhügel         | 478,0 m  | KT        |
| Namenlose Kuppe  | 478,0 m  | SW        |
| Roßberg          | 477,0 m  | KT        |
| Beerberg         | 477,0 m  | HAS       |
| Namenlose Kuppe  | 477,0 m  | KT        |
| Stollberg        | 476,0 m  | SW        |
| Katzenberg       | 475,0 m  | KT        |
| Schwanberg       | 474,0 m  | KT        |
| Namenlose Kuppe  | 474,0 m  | SW        |
| Friedrichsberg   | 473,0 m  | KT        |
| Herpersberg      | 473,0 m  | KT        |
| Sandberg         | 472,0 m  | KT        |
| Namenlose Kuppe  | 471,0 m  | HAS       |
| Namenlose Kuppe  | 471,0 m  | SW        |
| Kreuzberg        | 470,0 m  | KT        |
| Namenlose Kuppe  | 470,0 m  | HAS       |
| Gangolfsberg     | 469,0 m  | SW        |
| Dürranken        | 469,0 m  | HAS       |
| Greuther Berg    | 469,0 m  | KT        |
| Bocksberg        | 468,0 m  | SW        |
| Dürrberg         | 467,0 m  | SW        |
| Hofer Berg       | 466,0 m  | BA        |
| Trauberg         | 466,0 m  | KT        |
| Namenlose Kuppe  | 466,0 m  | SW        |
| Dachsberg        | 465,0 m  | SW        |
| Bucher Berg      | 465,0 m  | KT        |
| Namenlose Kuppe  | 465,0 m  | HAS       |
| Namenlose Kuppe  | 465,0 m  | NEA       |
| Schönberg        | 464,0 m  | KT        |
| Heidranken       | 463,0 m  | SW        |

## Weitere Berge
| - Alter Schloßberg - Böhlberg - Bullenheimer Berg - Ebersberg - Eichelberg - Eulenberg - Fuchsberg - Geiersberg - Grasberg - Herrenberg - Heuchelheimer Berg - Höchstädter Berg - Hohenberg - Hoher Brach - Hohe Föhren | - Hollacher Berg - Karbacher Ranken - Kehrenberg - Kleiner Knetzberg - Kohlmannsleite - Kühnberg - Lausbühl - Lohberg - Luisenberg - Mühlberg - Mühlranken - Murrleinsnest - Ranleite - Roter Buck - Rotes Hörnle | - Sauknock - Schießberg - Schlossberg - Schmerber Berg - Schneckenberg - Seitenbucher Ranken - Seinsheimer Katzenzipfel - Sommerranken - Spielberg - Steinberg - Steineres Knöcklein - Steinknock - Vollberg - Wildenberg - Wolfsranken |

## Abkürzungen
| Abkürzung | Landkreis                             |
| --------- | ------------------------------------- |
| NEA       | Neustadt an der Aisch - Bad Windsheim |
| KT        | Kitzingen                             |
| SW        | Schweinfurt                           |
| HAß       | Haßfurt                               |
| BA        | Bamberg                               |